# 草铺街道
草铺街道是中国云南省昆明市安宁市下辖的一个街道，位于安宁市区以西12公里，东临连然街道，西靠禄脿街道和易门县，南接县街街道，北为青龙街道。总面积171平方公里，政府驻地草铺街，因历史上路旁有许多招待过往客商的草房店铺而得名。草铺为昆明通往滇西的重要驿站，交通发达，有320国道和安楚高速通过。境内有石化、钢铁、磷盐化工等企业，为安宁工业园区的一部分。

## 行政区划
原为草铺镇，2011年4月安宁市正式在全域撤镇设街道办事处，改为街道办事处。草铺街道下辖以下地区：
草铺社区、柳树花园社区、草铺村、麒麟村、权甫村、青龙哨村、柳树村、邵九村和王家滩村。